# Emmanuel Babeau
Pour les articles homonymes, voir Babeau.
 (novembre 2017).
Emmanuel Babeau, né le 13 février 1967 est un dirigeant d'entreprise français. 
Il est, depuis 2009, directeur général délégué chargé des Finances et des Affaires juridiques au groupe Schneider Electric, où il a notamment été à la tête de la fusion entre Areva et Alstom, opération finalisée en 2011.

## Biographie

### Études
Diplômé de l'École supérieure de commerce de Paris, il complète sa formation par un DESCF.

### Carrière
En 1993, il entre chez Pernod Ricard en tant qu'auditeur externe, ce qui lui permet de se faire connaître de ses cadres. Il prendra ensuite la tête de son service avant d'être envoyé en Espagne pour gérer la fusion avec Larios. 
En 2000, il rentre en France et est nommé directeur du développement. En 2003, il est promu directeur financier, puis il devient directeur général adjoint chargé des finances, des systèmes d'information. En 2006, il prendra la direction industrielle du groupe, où il va notamment gérer l'acquisition d'Allied Domecq, et celle d'Absolut, qui augmentera le capital de l'entreprise d'un milliard d'euros cette même année. 
Le 8 mars 2017, il est nommé président du comité d'audit au sein du conseil d'administration de Sodexo.  
Le 2 mars 2020, il est nommé CFO (Chief Financial Officer) de Philip Morris International.

## Distinctions
En 2006, il est élu directeur financier de l'année par l'Association nationale des directeurs financiers et de contrôle de gestion et le journal Le Figaro,.